# Jaký to je
Jaký to je – singel Ewy Farnej promujący reedycję albumu Ticho. Piosenka została nagrana na potrzeby serialu Ošklivka Katka.

## Pozycje na listach przebojów
| Lista            | Najwyższa pozycja |
| ---------------- | ----------------- |
| Czeskie Top 50   | 2                 |
| Radio Top 100    | 6                 |
| Słowackie Top 50 | 27                |